# Society
Society (bra: A Sociedade dos Amigos do Diabo) é um filme de terror de 1989 dirigido por Brian Yuzna. Consta que foi terminado em 1989, mas lançado apenas em 1992.

## História
Bill Whitney é um adolescente de uma família rica da sociedade de Beverly Hills, Califórnia. Ele suspeita que algo estranho está ocorrendo com sua família e amigos próximos. Tudo parece conspirar contra o rapaz. Ele sente que todos a sua volta parecem diferentes, até mesmo sua namorada. Depois da morte de seu melhor amigo, então ele começa a investigar pessoalmente e descobre um estranho segredo. Ocorre que todos da “sociedade” pretendem manter o “segredo” oculto e passam a persegui-lo.

## Elenco
| Ator / Atriz     | Personagem      |
| ---------------- | --------------- |
| Billy Warlock    | Bill Whitney    |
| Connie Danese    | Nan             |
| Ben Slack        | Dr. Cleveland   |
| Evan Richards    | Milo            |
| Patrice Jennings | Jenny Whitney   |
| Tim Bartell      | David Blanchard |
| Charles Lucia    | Jim Whitney     |
| Heidi Kozak      | Shauna          |
| Brian Bremer     | Petrie          |
| Ben Meyerson     | Ferguson        |
| Devin DeVasquez  | Clarissa Carlyn |
| Maria Claire     | Sally           |
| Conan Yuzna      | Jason           |
| Jason Williams   | amigo de Jason  |
| Pamela Matheson  | Srª Carlyn      |